# Hannes Strebel

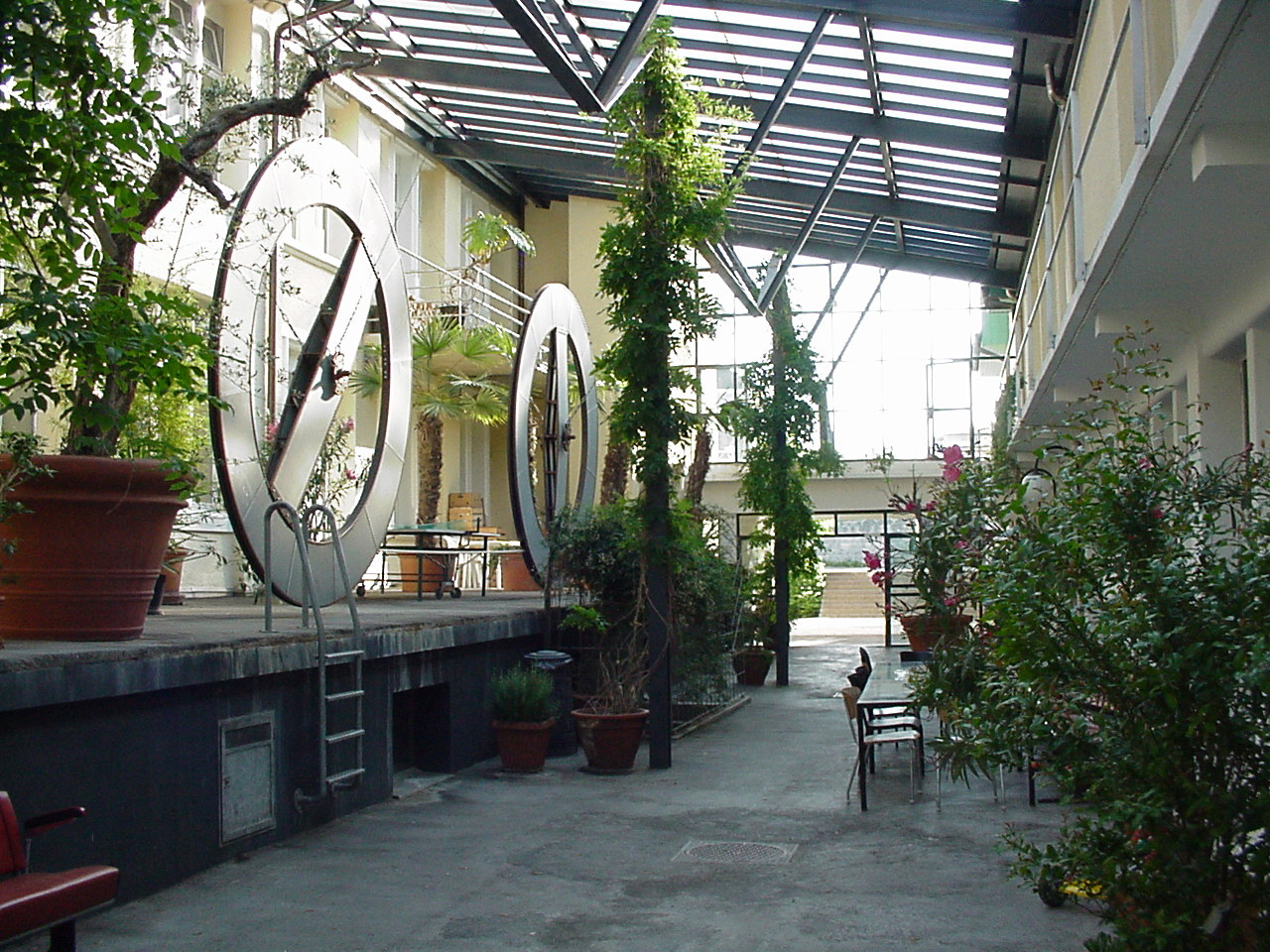
Ehemalige Uhrenfabrik Record Watch, Tramelan BE

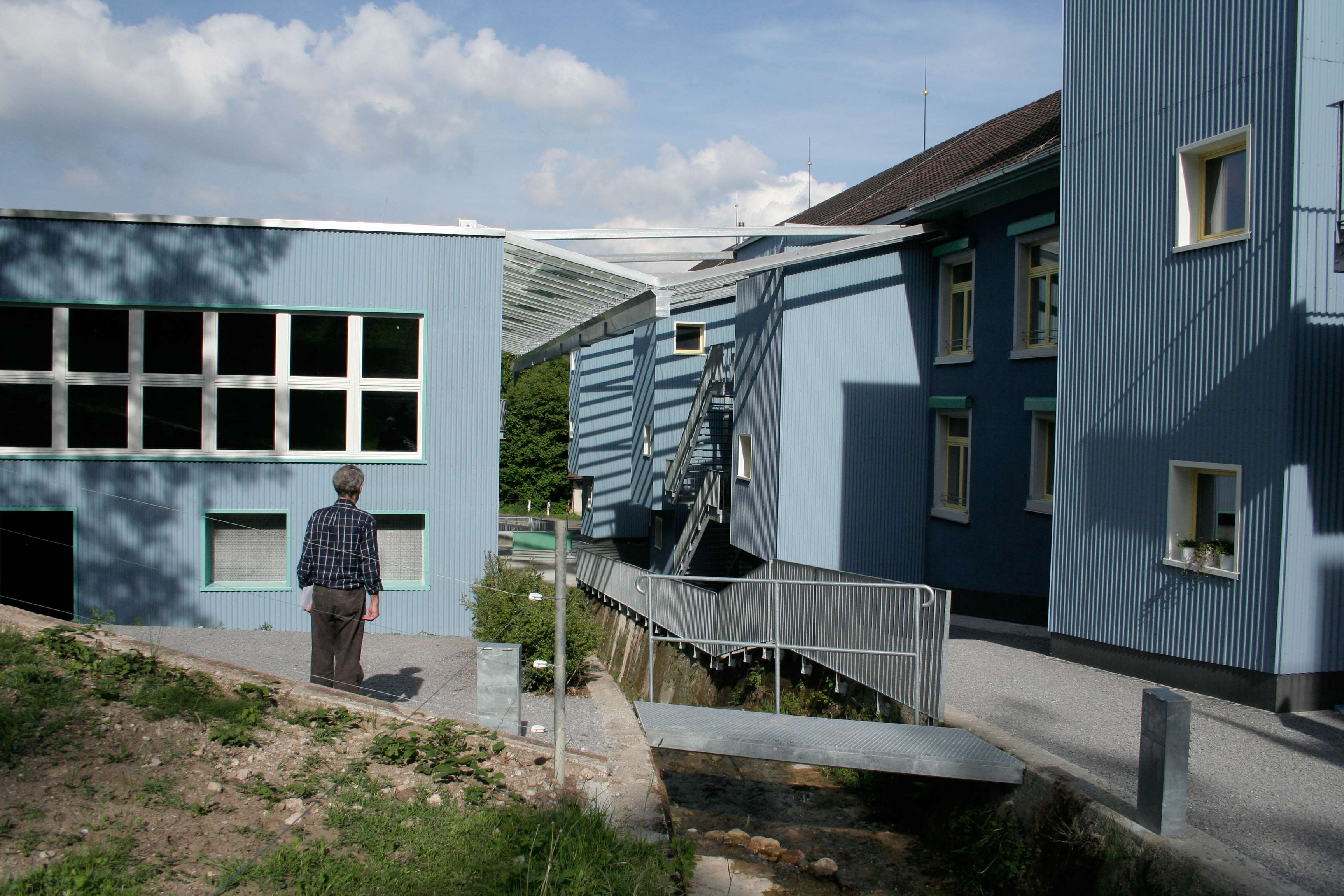
Ehemalige Weberei Hueb, Wald ZH

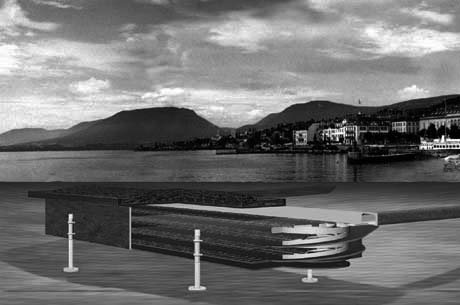
Unterwasser-Parking. Der abgesenkte Stahl-Container stellt 500 Abstellplätze zur Verfügung und ist durch zwei Tunnelröhren mit dem Land verbunden.

Hannes Strebel (* 27. August 1942 in Zürich) ist ein Schweizer Architekt (HDK SIA), der sich auf die Revitalisierung alter Industrieanlagen und Siedlungsprojekte spezialisiert hat.

## Leben
Hannes Strebel wurde 1942 als Sohn des Bildhauers Karl Strebel geboren und verbrachte seine Jugend in Uetikon am See (Kanton Zürich). Er studierte Architektur und Bildhauerei an der Universität der Künste Berlin. Nach Studienaufenthalten in Paris und Moskau spezialisierte er sich auf die Revitalisierung alter Fabrikanlagen und entwickelte seit 1975 zahlreiche Projekte für die Umwandlung von nicht mehr genutzten Manufakturen zu gemischten Wohnanlagen. Er gehört zu den Pionieren der Umnutzungsarchitektur in der Schweiz.

## Philosophie
„Bei der Revitalisierung steht der Denkmalschutz im Zentrum, zumal ich das epochentypische Erscheinungsbild eines historischen Bauwerks bei der Umgestaltung auffrische und somit eine stilgerechte und sozialkompatible Integration im Orts- und Landschaftsbild schaffe.“

Durch die Revitalisierung von alten Fabriken und Industrieanlagen strebt Strebel eine behutsame Anpassung an die veränderten gesellschaftlichen und wirtschaftlichen Rahmenbedingungen an. Damit leistet er einen architektonisch, ökologisch und sozial relevanten Beitrag zur verantwortungsvollen Wiederbelebung der Lokalkultur.

## Engagement
Als Mitglied des Zürcher Heimatschutzes rettete Strebel 2001 den "Düngerbau" der Chemischen Fabrik in Uetikon am See vor dem Abbruch und setzte sich für den Schutz des sogenannten „Pionierwerks“ ein, das den ältesten noch erhaltenen Teil dieses Industrie-Ensembles bildet. Im November 2012 stellte der Bundesrat das Ensemble der Chemischen Fabrik unter seinen Schutz und setzte es auf die Liste der Ortsbilder von nationaler Bedeutung (ISOS).
Unter der Bezeichnung „U-Park“ entwickelte Strebel ein Verfahren für die Erstellung von Unterwasser-Parkings in verkehrsgeplagten Städten
2014 veröffentlichte Hannes Strebel den Masterplan Zürichsee 2050 (Plan Hecht), der grosse mediale Aufmerksamkeit fand. Der Plan postuliert folgende Massnahmen: U-Bahnring um den Zürichsee, Autobahntunnel Rüti ZH–Wollishofen, Bike-Trail auf altem Bahntrassee um den Zürichsee, Querverbindung der Seedörfer mit Schnellbooten, vollständiger Seeuferweg um den Zürichsee. Von diesen Massnahmen wurden bis 2019 bereits ausgeführt: Tieferlegung der Bahn zwischen Zürich Tiefenbrunnen und Thalwil, öffentlicher Seeuferweg in Zürich, Küsnacht und Wädenswil.

## Realisierte Projekte (Auswahl)
- Revitalisierung der Spinnerei Luppmen, 8335 Hittnau ZH (1’440 m² Wohnfläche)
- Revitalisierung der Uhrenfabrik Record watch, 2720 Tramelan BE (1’960 m² Wohnfläche)
- Revitalisierung der Weberei Hueb, 8636 Wald ZH (3’150 m² Wohnfläche)
- Entwicklung des Masterplans Zürichsee 2050